# Павелкі (Сокульський повіт)
Павелкі (пол. Pawełki) — село в Польщі, у гміні Сокулка Сокульського повіту Підляського воєводства.
Населення — 178 осіб (2011).
У 1975-1998 роках село належало до Білостоцького воєводства.

## Демографія
Демографічна структура станом на 31 березня 2011 року:
|          | Загалом | Допрацездатний вік | Працездатний вік | Постпрацездатний вік |
| -------- | ------- | ------------------ | ---------------- | -------------------- |
| Чоловіки | 95      | 22                 | 56               | 17                   |
| Жінки    | 83      | 20                 | 39               | 24                   |
| Разом    | 178     | 42                 | 95               | 41                   |